# Station Asjdod
Station Asjdod (Hebreeuws: תחנת אשדוד עד הלום Taḥanat HaRakevet Asjdod Ad Halom), ook wel Asjdod Halom is een treinstation in de Israëlische stad Asjdod. Het is een station op het traject Asjkelon - Binjamiena.
Het station ligt ter hoogte van de snelweg 4, bij knooppunt Asjdod-Zuid. 2 buslijnen bereiken het centrum van Asjdod en de marina. In december 2006 reisde er per dag 4070 passagiers vanaf het station.
In juni 1995 werd Asjdod Ad Halom geopend en in 2003 is het volledig gerenoveerd.

## Faciliteiten
- Telefooncel
- 2 ticketautomaten
- 1 loket
- Toiletten
- Parkeerplaats
- Restaurant
- Liften
- Roltrappen

| Eindbestemming | Vorig station | Lijn                | Volgend station | Eindbestemming |
| -------------- | ------------- | ------------------- | --------------- | -------------- |
| Asjkelon       | Asjkelon      | Asjkelon-Binjamiena | Javne           | Binjamiena     |